# Berge und Herrendorff

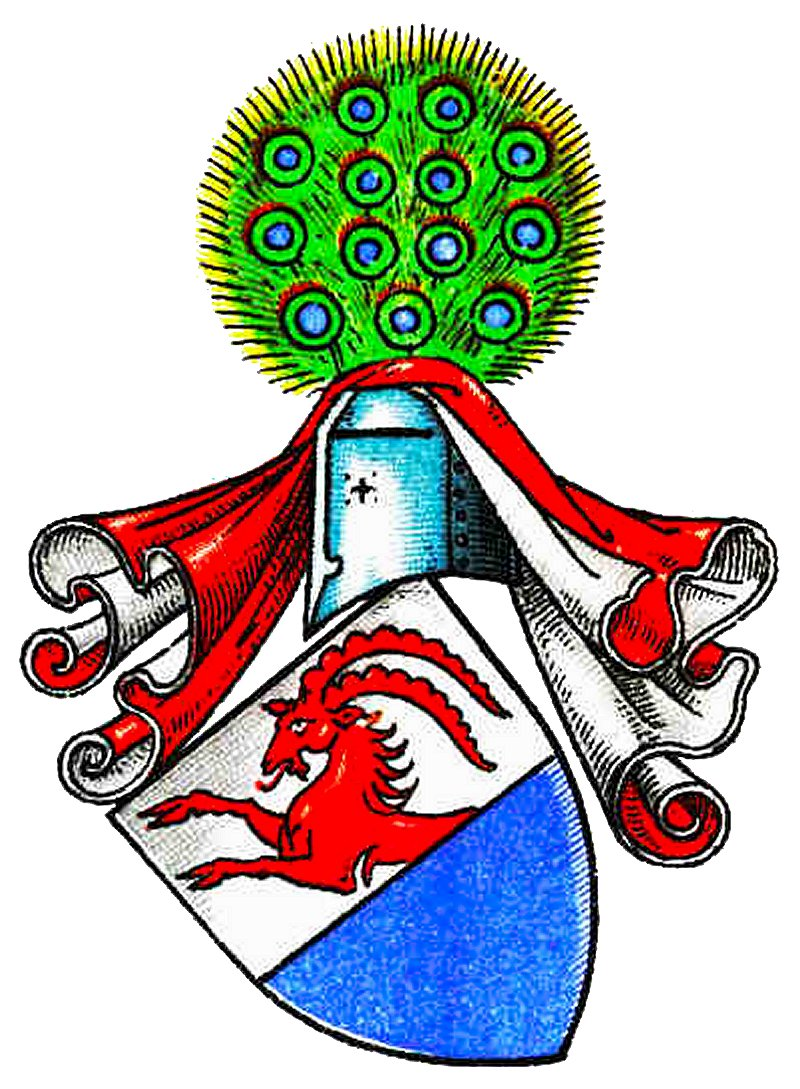
Wappen derer vom Berge und Herrendorff

Berge, auch Berge und Herrendorff oder Berge und Herrendorf nach dem Stammgut Herrndorf, ist der Name eines schlesisch-niederlausitzischen Uradelsgeschlechts.

## Geschichte
Die Familie wird mit Hannos vom Berge am 16. Februar 1383 erstmals urkundlich genannt. Bereits gegen Ende des 14. Jahrhunderts war das Geschlecht als Lehnsnehmer der Edlen Herren von Bieberstein auf Groß Kölzigin der Niederlausitz begütert. Die Stammreihe beginnt mit dem Ministerialen Hans vom Berge aus dem schwäbischen Öpfingen, der als einer der Herren von Berg im Gefolge der Heiligen Hedwig nach Schlesien auswanderte. Hedwig von Andechs war mit ihrem Tross anlässlich der Vermählung mit Heinrich I. um 1186 nach Niederschlesien eingewandert.
Ein Caspar vom Berge ist um 1594 Herr auf Herrndorf, sein Sohn Hanns vom Berge wiederum auf Nieder-Herrndorf, II. Besitzer zu Ober-Herrndorf, hier noch als Majorat betitelt. Es folgt sein Sohn Hanns Siegmund vom Berge und Herrendorff und der Enkel Hanns Christoph vom Berge (1659–1718) als Grundherr.
Die Brüder Christoph Georg, kaiserlicher Oberst und Kommandant zu Kanizau, und Joachim Ladislaus vom Berge, bischhöflich-passauischer Obermarschall und Landrichter wurden am 23. Juli 1694 in Wien in den Reichsgrafenstand erhoben. Für Ernst Gottfried vom Berge, erging am 29. November 1715 in Wien die Hebung in den böhmischen Freiherrenstand, sowie für Carl vom Berge ebd. am 24. Juli 1716, die in den böhmischen Grafenstand.

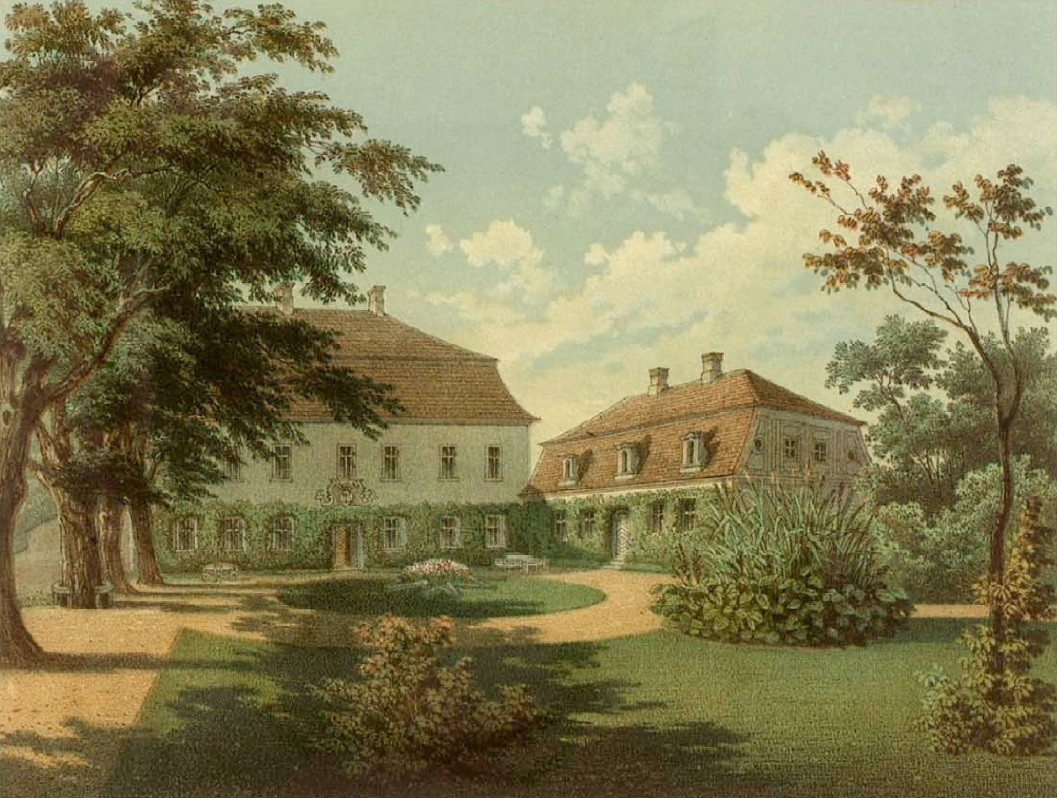
Gut Ober-Herrndorf, Lithographie aus der Sammlung Alexander Duncker
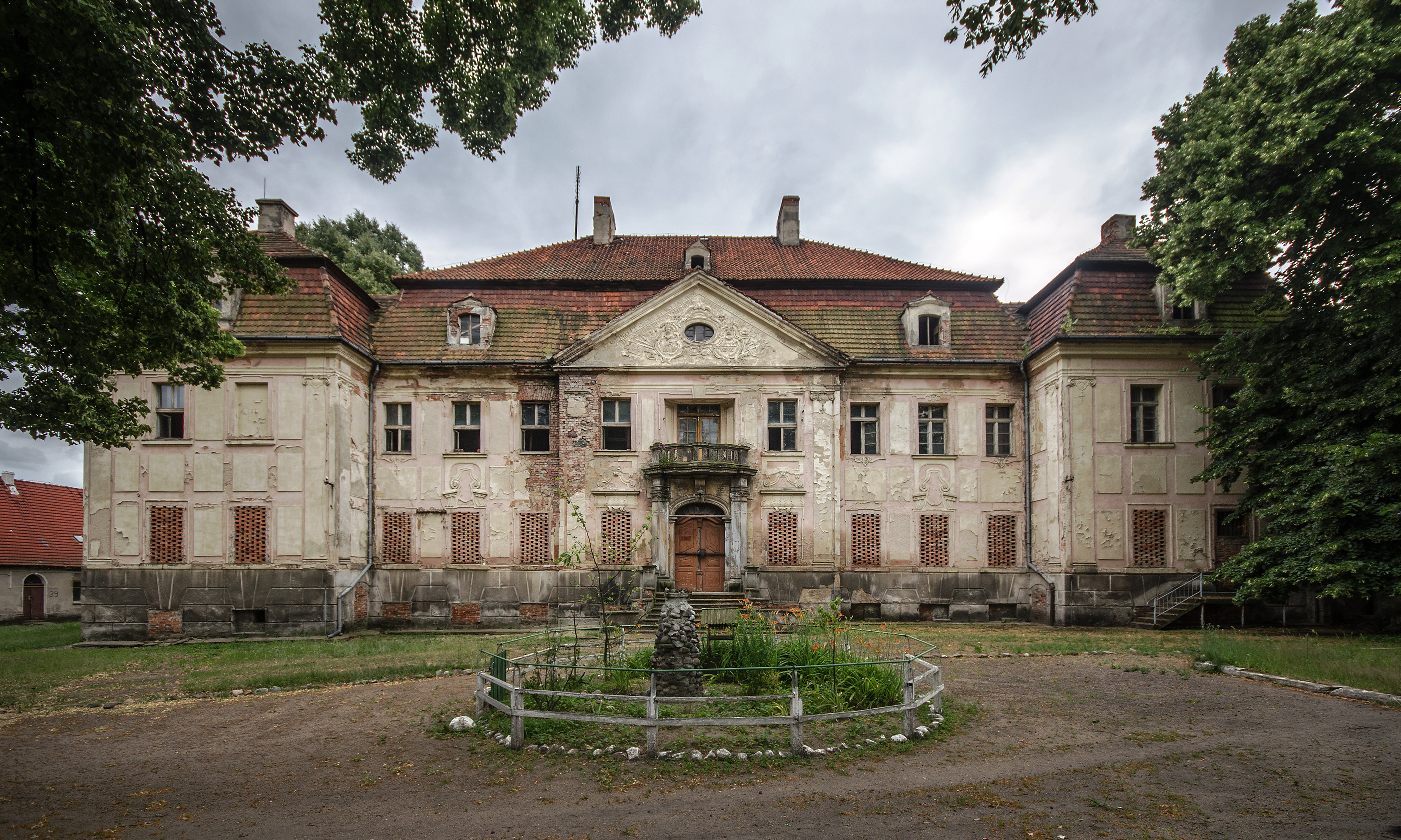
Schloss Herrndorff (2014)

Ober Herrndorf hatte 1894 einen Gesamtumfang von 375 ha, 1917 werden diese Daten bestätigt. Damaliger Eigentümer als 23. Senioratsherr war der Leutnant a. D. Bolko vom Berge und Herrendorff (1861–1940). Das Seniorat wurde aufgelöst am 4. Juli 1924, Ober Herrndorf wurde so Allodialgut und zuletzt als Landgut bezeichnet, mit 418 ha.

## Angehörige
- Joachim vom Berge (1526–1602), Diplomat und Staatsmann
- Ernst Friedrich von Berge und Herrendorf (1694–1762), erster preußischer Landrat im Kreis Ohlau
- Sigismund Rudolph von Berge und Herrendorf (1720–1798), preußischer Landrat und Landschaftsdirektor
- George Wilhelm von Berge und Herrendorf (1755–1814), preußischer Hauptmann, Landrat
- Marie Wilhelmine Mathilde vom Berge und Herrendorff (1780–1832), ⚭ Johann Peter Paul Beier (1769–1841), preußischer Generalleutnant
- Maximilian vom Berge und Herrendorff (1825–1894), preußischer Oberst
- Joachim vom Berge und Herrendorff (1867–1946), letzter (24.) Senioratsherr auf Groß Herrndorf, Oberst,[6] Rechtsritter[7] des Johanniterordens
- Edelgarde vom Berge und Herrendorff (1904–1982), Stuttgarter Holzbildhauerin[8]

## Wappen
Das Stammwappen ist geteilt, oben in Silber ein wachsender roter Steinbock, unten Blau. Auf dem Helm mit rot-silbernen Decken ein natürlicher Pfauenschweif.